# Oslo-ontbijt

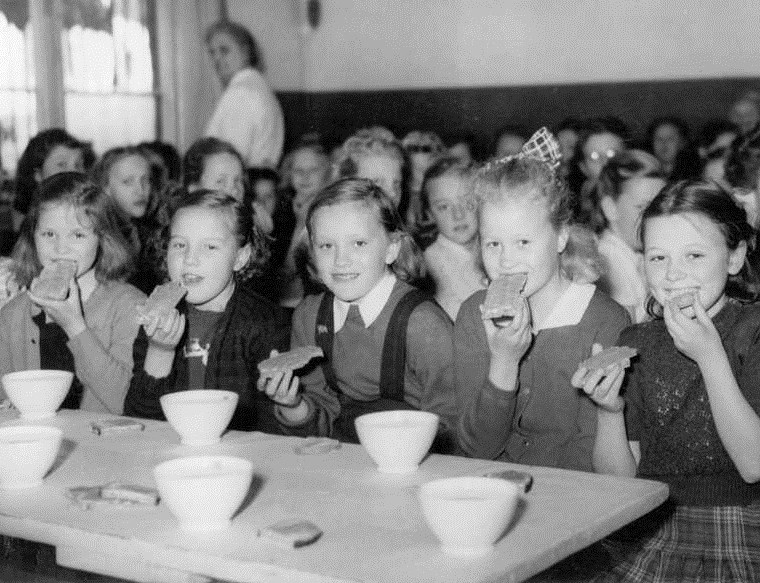
Oslo-ontbijt in 1952

Het Oslo-ontbijt (Oslofrokosten) was het ontbijt voor alle schoolkinderen in Noorwegen. Het werd ingevoerd voor sommige Noorse scholen in het schooljaar 1929-1930. Vanaf 1932 werd het ingevoerd op alle Noorse scholen. Het ontbijt werd drie kwartier vóór het begin van de schooldag genomen zodat de kinderen nog vijftien minuten te spelen hadden voordat het eerste uur begon. Vanaf 1935 werd het aangeboden aan alle studenten die het ontbijt wilden.
Het Oslo-ontbijt was een schoolontbijt dat was samengesteld door professor dr. med. Carl Schiøtz op een basis van wetenschappelijke criteria voor voedzame voedingsmiddelen met veel vitaminen en mineralen.
Het ontbijt bestond uit:
- Knäckebröd met margarine en brunost
- Kneippbröd (volkorenbrood)
- Een halve appel of een halve sinaasappel, of 100 gram wortel of raap
- Een theelepel levertraan in de wintermaanden
- 1/3 tot 1/2 liter melk

Eind 1980 werd het schoolontbijt in Noorwegen afgeschaft. 

## Andere landen
Geïnspireerd door het Oslo-ontbijt introduceerde andere landen soortgelijke schoolmaaltijd. Dit gebeurde onder andere in Engeland (1938), Australië en de Verenigde Staten (1941).